# L'Esquirol
L'Esquirol és un extens municipi situat a l'est de la comarca d'Osona, al centre-est de la regió de l'Alt Ter. S'originà a partir del segle xv en el llarg camí de Vic a Olot. El nucli inicial va ser un hostal enclavat en un antic mas anomenat Parai, on hi havia un esquirol i s'anomenava l'Hostal de l'Esquirol. Per això el terme era conegut popularment com l'Esquirol. L'antic nom del terme, Santa Maria de Corcó, es va afegir el 1743, quan es va traslladar al poble la parròquia de Corcó.
L'Esquirol és la població que concentra més serveis, però el terme comprèn els nuclis de Cantonigròs, Sant Julià de Cabrera i Sant Martí Sescorts, aquest darrer situat ja pràcticament a la plana de Vic.

## Geografia
- Llista de topònims de l'Esquirol (Orografia: muntanyes, serres, collades, indrets..; hidrografia: rius, fonts...; edificis: cases, masies, esglésies, etc).

## Història
El 8 de juliol de 1813, el general Jean Maximilien Lamarque, sortí d'Olot conduint una columna de 1.500 francesos i uns tres-cents miquelets, forçant el pas de la Salut, baixant cap a l'Esquirol i avançant-se fins a Roda de Ter, on des de l'altre costat del riu fou deturat per tres cossos d'exèrcit del general Manso i Villamil i el baró d'Eroles a la batalla de l'Esquirol.
En el segle xix els treballadors d'una fàbrica de Manlleu en vaga van ser substituïts per paraires sense feina del municipi de l'Esquirol, i aquest fet hauria provocat el nou ús del terme esquirol per anomenar qui trenca una vaga.

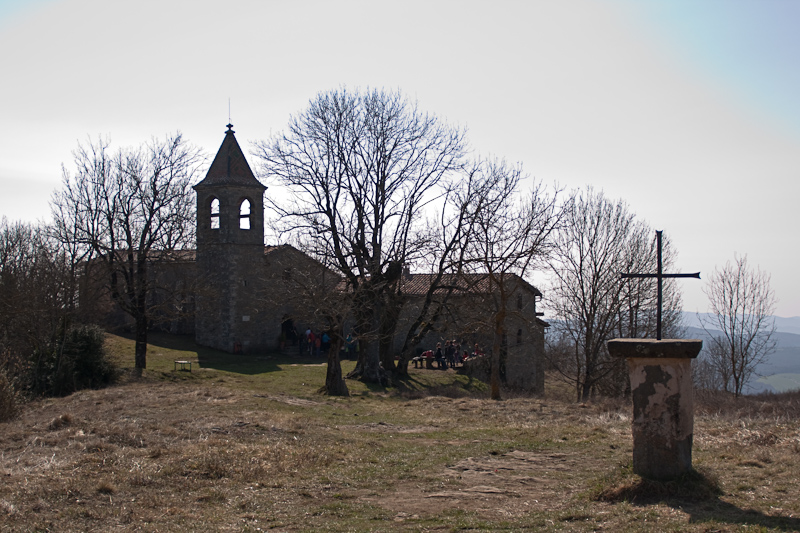
Santuari de Cabrera, al municipi de l'Esquirol

Durant el període de 1937 i 1939 el poble va canviar el nom de Santa Maria de Corcó per l'Esquirol, recuperant doncs el nom originari, però que durant la dictadura franquista va ser canviat de nou. El 23 de febrer del 2014 es va sotmetre a consulta mantenir el nom de Santa Maria de Corcó o canviar-lo per l'Esquirol. Tot i que més del 90 per cent de les persones que van participar en la consulta es van mostrar a favor del canvi, en principi l'Ajuntament va optar per no fer el canvi, atès que no s'havia arribat al mínim del 50% de participació que l'Ajuntament havia fixat com a necessari (només va votar el 42% del cens). No obstant això, el dia 11 de març del 2014, el Ple de l'Ajuntament, per set vots a favor i tres abstencions, va optar per tirar endavant amb la proposta, i canviar definitivament el nom de Santa Maria de Corcó a l'Esquirol.
 El 4 de juny de 2014 el DOGC va publicar la resolució de 28 de maig que donava oficialitat al canvi de nom del municipi.

## Llocs d'interès
- Església de Sant Martí Sescorts.
- Castell de Cabrera
- Codolera del Sitjar.
- Morral de Caselles.
- Puig de Caselles.
- Puigdeniu.
- Puigsespedres
- Dolmen de Puigsespedres

## Demografia
| Entitat de població   | Habitants (2023) |
| l'Esquirol            | 1.699            |
| Cantonigròs           | 379              |
| Sant Julià de Cabrera | 22               |
| Sant Martí Sescorts   | 10               |
| Font: Idescat         |                  |

| 1497 f | 1515 f | 1553 f | 1717  | 1787  | 1857  | 1877  | 1887  | 1900  | 1910  |
| ------ | ------ | ------ | ----- | ----- | ----- | ----- | ----- | ----- | ----- |
| 58     | 51     | 40     | 1.040 | 1.097 | 2.243 | 1.729 | 1.435 | 1.537 | 1.799 |

| 1920  | 1930  | 1940  | 1950  | 1960  | 1970  | 1981  | 1990  | 1992  | 1994  |
| ----- | ----- | ----- | ----- | ----- | ----- | ----- | ----- | ----- | ----- |
| 2.132 | 2.252 | 2.226 | 2.211 | 2.165 | 2.028 | 1.895 | 1.984 | 2.006 | 2.006 |

| 1996  | 1998  | 2000  | 2002  | 2004  | 2006  | 2008  | 2010  | 2012  | 2014  |
| ----- | ----- | ----- | ----- | ----- | ----- | ----- | ----- | ----- | ----- |
| 2.038 | 2.049 | 2.088 | 2.139 | 2.199 | 2.239 | 2.289 | 2.262 | 2.193 | 2.188 |

| 2016  | 2018  | 2020  | 2022  | 2024  | 2026 | 2028 | 2030 | 2032 | 2034 |
| ----- | ----- | ----- | ----- | ----- | ---- | ---- | ---- | ---- | ---- |
| 2.168 | 2.141 | 2.186 | 2.245 | 2.277 | -    | -    | -    | -    | -    |

El 1787 incorpora Sant Julià de Cabrera i Sant Llorenç de Dos-munts; el 1900, Sant Martí Sescorts.